# Abel Kirui
Abel Kirui (Bomet, 4 giugno 1982) è un maratoneta keniota, campione mondiale della specialità a Berlino 2009 e Taegu 2011.

## Biografia

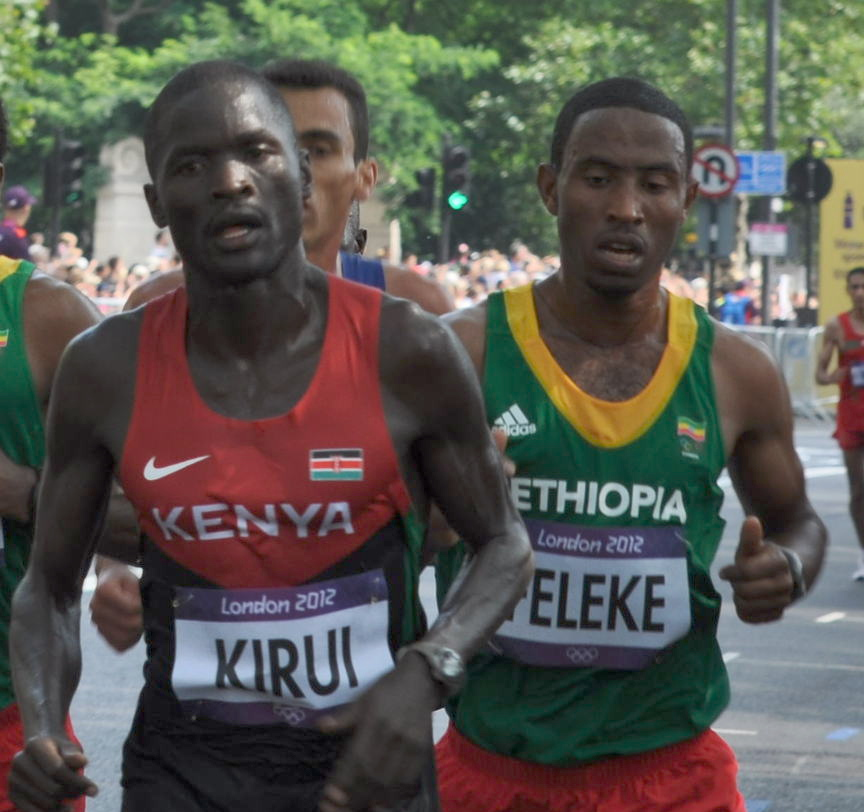
Abel Kirui (a sinistra) durante i Giochi olimpici di

Abel Kirui comincia a correre gare di fondo ai tempi delle scuole elementari. Dopo le scuole superiori, partecipa ad una gara per entrare nella Administration Police (Polizia amministrativa, AP), dove vince e ottiene il posto. Da questo momento Kirui ha la possibilità di allenarsi seriamente e di dedicarsi maggiormente all'atletica.
Nel 2006 alla Maratona di Berlino arriva nono, mentre nel 2007, sempre a Berlino giunge secondo con il tempo di 2h06'51". Nel corso dello stesso anno conclude la Maratona di Vienna al terzo posto in 2h10'41" e vince la mezza maratona di Paderborn.
Nel 2008 alla Maratona di Vienna sbaraglia la concorrenza arrivando primo in 2h07'38".
L'anno seguente alla maratona di Rotterdam arriva terzo con il record personale di 2h05'04" e vince la maratona dei Campionati mondiali di Berlino il 22 agosto con il tempo di 2h06'54" (record dei campionati) davanti al connazionale Emmanuel Mutai e all'etiope Tsegay Kebede.
Durante la stagione 2010 arriva quinto alla Maratona di Londra (2h08'04") e nono alla Maratona di New York (2h13'01").
Nel 2011 conferma il titolo mondiale ai Campionati mondiali di Taegu con il tempo di 2h07'38", alle sue spalle si piazza il connazionale Vincent Kipruto con il tempo 2h10'06" mentre al terzo posto giunge l'etiope Feysa Lilesa con il tempo 2h10'32".
Vive a Nabkoi, vicino a Kapsabet, in Kenya ed è sposato con Stella Jemeli, dalla quale ha avuto due figli. Viene allenato dal 2009 da Amos Korir ed è nipote di Mike Rotich.

## Palmarès
| Anno | Manifestazione  | Sede    | Evento   | Risultato | Prestazione | Note                                     |
| ---- | --------------- | ------- | -------- | --------- | ----------- | ---------------------------------------- |
| 2009 | Mondiali        | Berlino | Maratona | Oro       | 2h06'54"    | Record dei campionati                    |
| 2011 | Mondiali        | Taegu   | Maratona | Oro       | 2h07'38"    | Miglior prestazione personale stagionale |
| 2012 | Giochi olimpici | Londra  | Maratona | Argento   | 2h08'27"    |                                          |

## Altre competizioni internazionali
2005
- Oro alla United Europe Race ( Gniezno) - 29'04"

2006
- Bronzo alla Singapore Marathon ( Singapore) - 2h15'22"
- 9º alla Maratona di Berlino ( Berlino) - 2h17'47"
- Bronzo alla Paderborn Internationaler Osterlauf ( Paderborn) - 1h01'36"
- 9º alla Mezza maratona di Berlino ( Berlino) - 1h01'15"
- Oro alla Cud nad Visla ( Radzymin) - 1h04'15"

2007
- Argento alla Maratona di Berlino ( Berlino) - 2h06'51"
- Bronzo alla Maratona di Vienna ( Vienna) - 2h10'41"
- 6º alla Rotterdam Fortis Half Marathon ( Rotterdam) - 1h00'11"
- Oro alla Paderborn Internationaler Osterlauf ( Paderborn) - 1h01'32"

2008
- Oro alla Maratona di Vienna ( Vienna) - 2h07'38"

2009
- Bronzo alla Maratona di Rotterdam ( Rotterdam) - 2h05'04"
- 10º alla Mezza maratona di Ras Al Khaimah ( Ras al-Khaima) - 1h00'27"

2010
- 5º alla Maratona di Londra ( Londra) - 2h08'04"
- 9º alla Maratona di New York ( New York) - 2h13'01"
- 13º alla Sapporo Half Marathon ( Sapporo) - 1h04'17"

2011
- 7º alla Paris Half Marathon ( Parigi) - 1h02'08"
- Argento alla Great South Run ( Portsmouth), 10 miglia - 46'40"

2012
- 5º alla Maratona di Londra ( Londra) - 2h07'56"
- Oro alla Barcelona Half Marathon ( Barcellona) - 1h00'12"
- 6º alla Great South Run ( Portsmouth), 10 miglia - 47'12"

2013
- 8º alla Marugame Half Marathon ( Marugame) - 1h02'04"

2014
- 10º alla Maratona di Tokyo ( Tokyo) - 2h09'04"
- 6º alla Maratona di Amsterdam ( Amsterdam) - 2h09'45"
- 6º alla Mezza maratona di Zwolle ( Zwolle) - 1h02'01"

2015
- 10º alla Maratona di Amsterdam ( Amsterdam) - 2h10'55"
- 6º alla Mezza maratona di Barcellona ( Barcellona) - 1h01'22"
- 7º alla Mezza maratona di Klagenfurt ( Klagenfurt) - 1h03'42"

2016
- 5º alla Maratona di Tokyo ( Tokyo) - 2h08'23"
- Oro alla Maratona di Chicago ( Chicago) - 2h11'23"

2017
- Argento alla Maratona di Chicago ( Chicago) - 2h09'48"
- 4º alla Maratona di Londra ( Londra) - 2h07'45"
- 4º alla Mezza maratona di Barcellona ( Barcellona) - 1h01'30"

2018
- 5º alla Maratona di Londra ( Londra) - 2h07'07"
- 7º alla Maratona di Chicago ( Chicago) - 2h07'52"